# Gheorghe Focșa
Gheorghe Focșa (n. 1903, Rășcani, Șuletea – d. 1995, București) a fost un etnolog român, interesat de dezvoltarea cercetărilor etnografice; unul din întemeietorii Muzeului Satului din București și directorul acestuia timp de 30 ani; membru fondator al Societății Cultural-Științifice GETICA.
In anul 1948 Muzeul Național al Satului "Dimitrie Gusti" își redeschide porțile pentru public, iar la conducerea sa este numit Gheorghe Focșa, fost student al profesorului D. Gusti și membru al echipelor de monografiști
In timpul lui Gheorghe Focșa au fost fundamentate direcțiile de dezvoltare a muzeului, pe baza unor criterii multiple: istoric (reprezentarea habitatului traditional și implicit a culturii populare în dezvoltarea sa spațială, între secolele XVII-XX); social; geografic (gruparea monumentelor pe provincii istorice); economic (tipologia gospodăriei în funcție de ocupații și meșteșuguri); artistic (prezența esteticului ca valoare implicită sau explicită), al autenticității și tipicității

## Distincții
- Ordinul „Meritul Cultural” clasa I (11 octombrie 1973) „pentru activitate îndelungată și merite deosebite în domeniul etnografiei și muzeologiei, cu prilejul împlinirii virstei de 70 de ani”[4]

## Lucrări publicate
- Contribuție la cercetarea mentalității satului. Convorbire cu Grigorie Loghie din Runcu-Gorj (1932);
- Aspectele spiritualității sătești (1937);
- Le village roumain pendant les fêtes religieuses d'hiver (1943);
- Aspecte ale civilizației țărănești (1944);
- Elemente decortive la bordeiele din sudul regiunii Craiova (1957);
- Evoluția portului popular în zona Jiului de Sus (1957);
- Arta populară în Republica Populară Română. Port, țesături, cusături (1957);
- Țara Orașului. Studiu etnografic. Cultura materială (1957);
- Muzeul Satului (1958);